# Epicrates inornatus
Chilabothrus inornatus là một loài rắn trong họ Boidae. Loài này được Reinhardt mô tả khoa học đầu tiên năm 1843.

## Hình ảnh

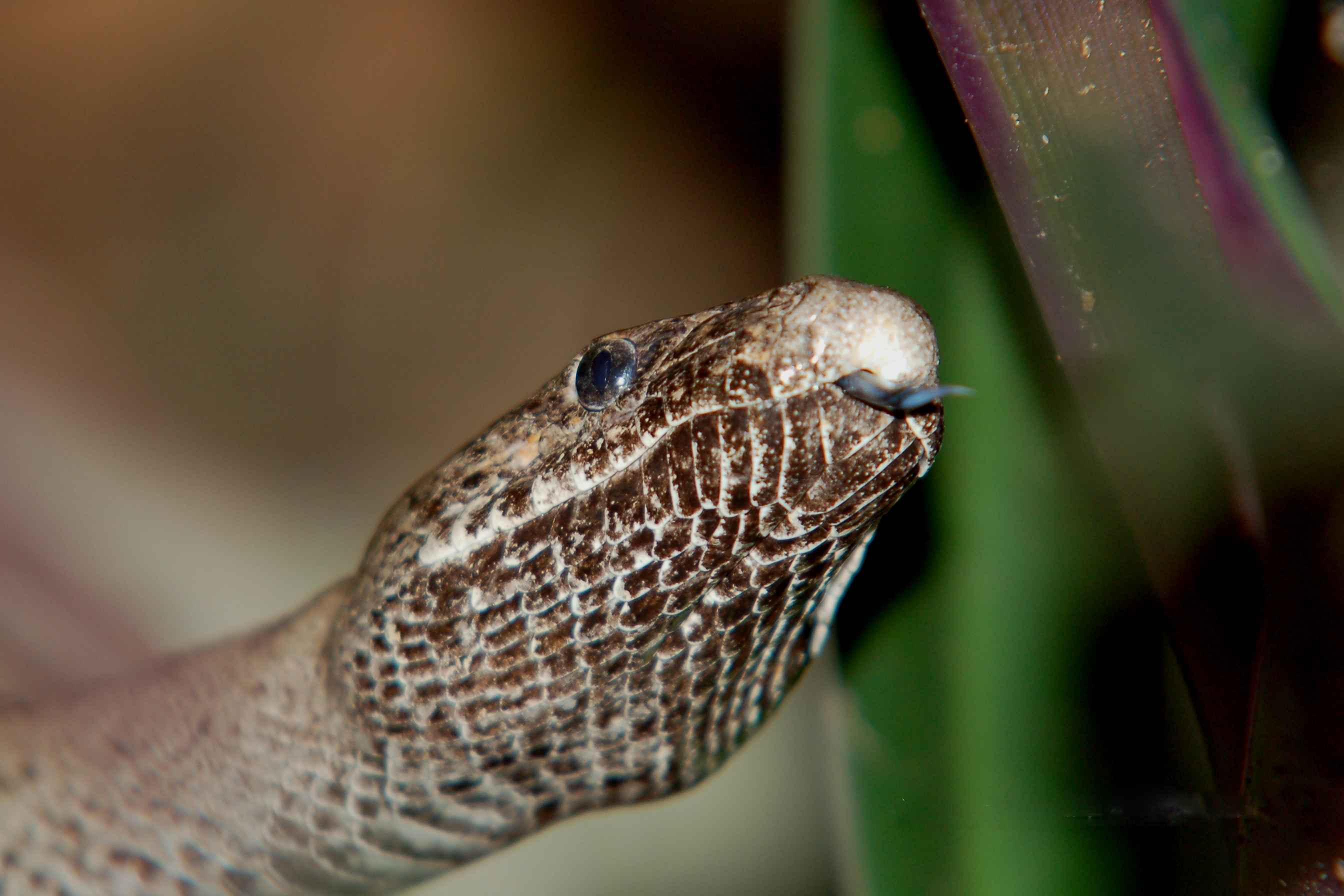
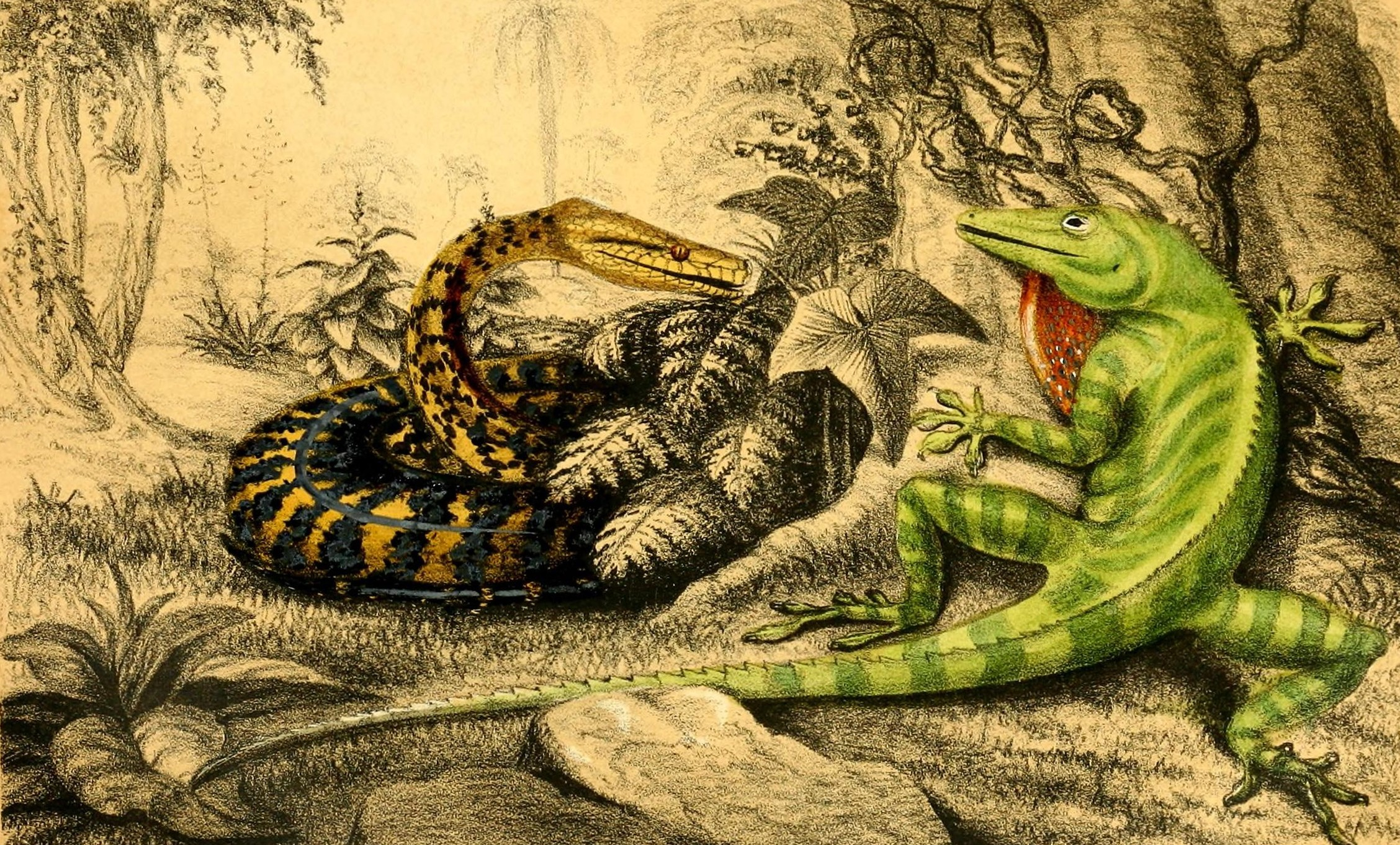
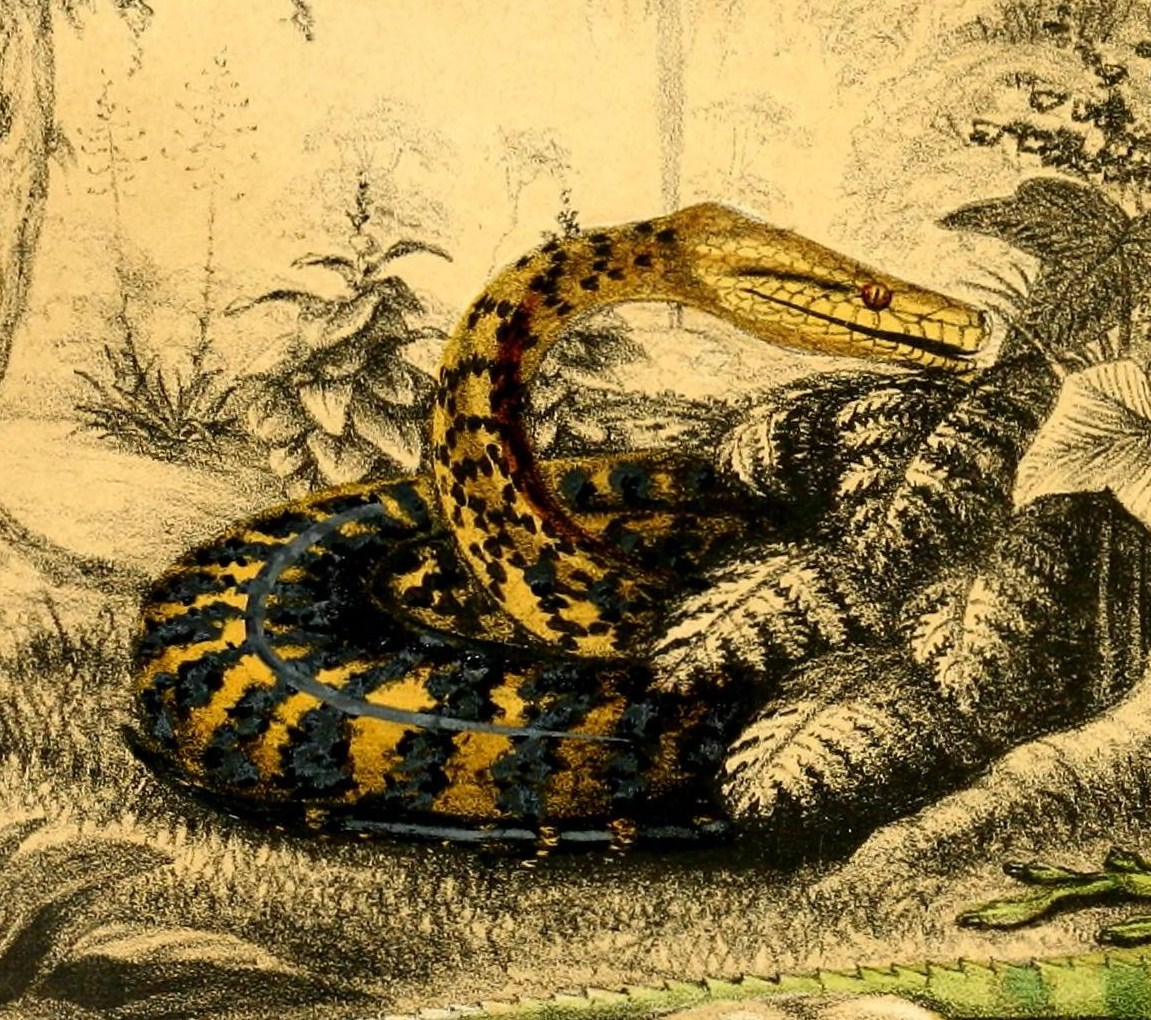
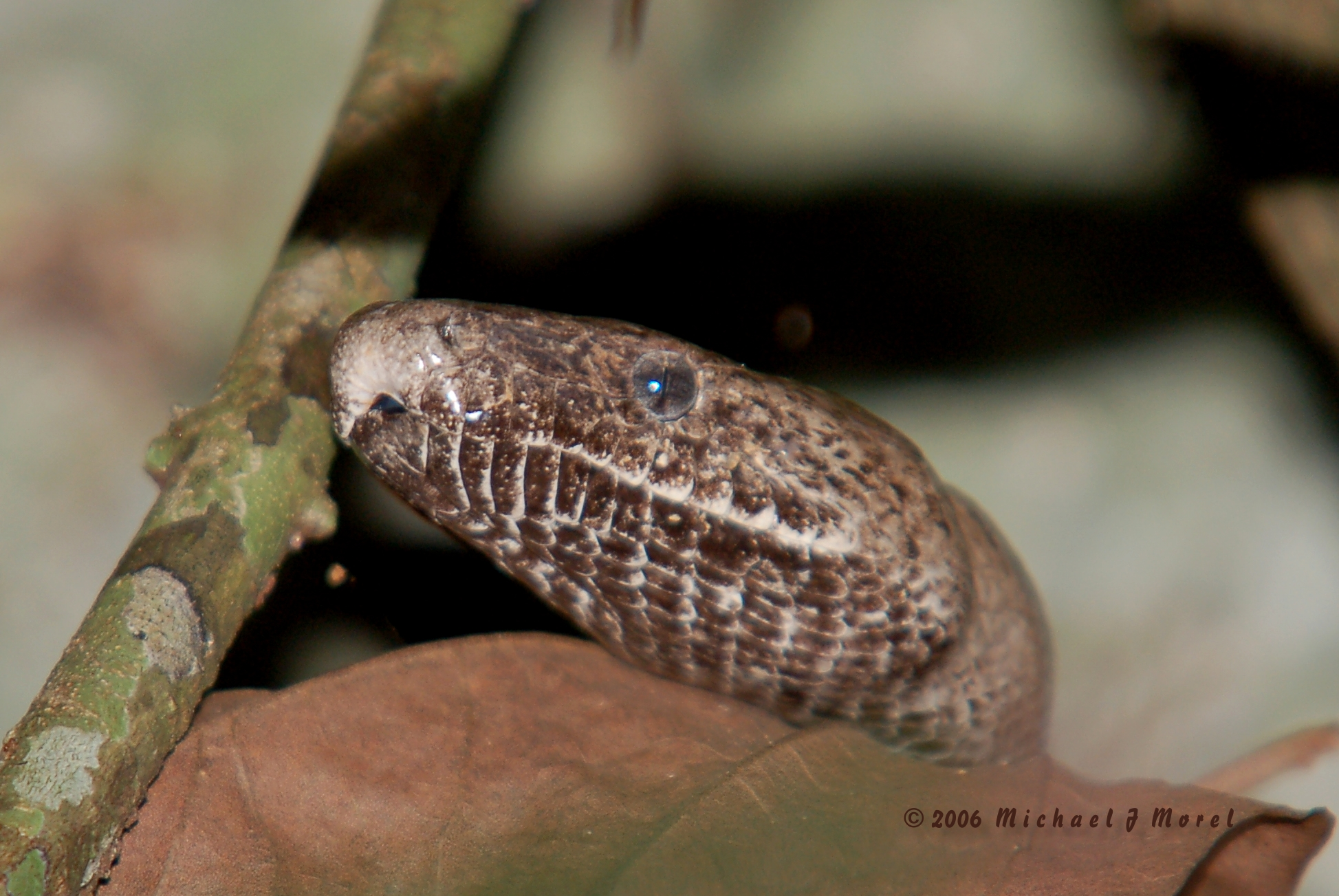